# .ws
.ws је највиши Интернет домен државних кодова (ccTLD) за острво Самоа. Администриран је од стране SamoaNIC, за Министарство иностраних послова Владе Самое.
Овај домен је на тржишту - и примио је одређени степен популарности - као алтернатива препуњеним генеричким највишим Интернет доменима, где је одабир нерегистрованих имена домена много више ограничен. У овом контексту, .ws је предложен да значи "веб сајт" (web site) или "светски сајт" (world site); оригинални циљ је био да се да скраћеница за "Западну Самоу" (Western Samoa), званично име нације када су 1970их двословни државни кодови стандардизовани. Нема географских ограничења за регистрацију .ws домена.